# Édouard Barrera
Pour les articles homonymes, voir Barrera.
 Édouard Barrera, né Édouard Pierre Antoine Barrera le 17 janvier 1836 à Perpignan (Pyrénées-Orientales) et mort le 27 juillet 1903 à  Saint-Martin-Vésubie (Alpes-Maritimes), est un amiral et préfet maritime français.
Il est grand officier de la Légion d'honneur.

## Biographie
Petit-fils de l'imprimeur perpignanais Pierre Barrera, Édouard Barrera est le troisième fils de l'orfèvre-bijoutier François Barrera (1800-1875) et de Baselice Loubeyre (1808-1876). 
Édouard Barrera quitte Perpignan le 1er octobre 1852 pour intégrer l'École navale. Il en sort aspirant de 2e classe du vaisseau-école le Borda le 1er avril 1854. Quatre jours plus tôt, la France venait de déclarer la guerre à la Russie. Édouard Barrera est alors affecté en mer Baltique, à bord du Breslaw puis, à partir du 19 avril 1854, à bord du Duperré. Il participe à la bataille de Bomarsund en août 1854.
Il est ensuite envoyé sur le Friedland à partir du 23 avril 1855 puis à bord du Palinure à partir du 3 octobre 1855. Participant aux opérations en mer Noire de la guerre de Crimée, il prend part à la prise de Sébastopol en septembre 1855 et à la bataille de Kinburn en octobre de la même année. Deux jours après la fin de la guerre, le 1er avril 1856, il est nommé aspirant de 1re classe et rejoint le service à terre du port de Toulon.
Ensuite un long séjour en Asie où il a participé à la Prise de Canton, des forts de Peï-Ho, en Cochinchine il participe à la prise du fort de Ky-Ho en 1860 . 
Avant de partir pour l'expédition du Mexique sur le Fontenoy il a fait un séjour au Levant puis après le conflit fit un séjour en Guyane.
Pendant la Guerre de 1870, il a participé à la défense de la place de Paris en étant au fort de Romainville à la tête d'une unité de fusiliers marins avant de combattre sur le Plateau d'Avron. Il fut commandant du transport l'Orne  qui naviguait entre la Martinique et la Guyane en 1880 avant de passer sur le Saint-Louis en 1882 qui faisait partie de l'école de canonnage . Il a aussi été le commandant des cuirassés Colbert de 1885 à 1885, du Amiral Duperré en 1886/87 en ensuite le Borda en 1887/89 . Contre-amiral en 1892, il devint le commandant de la deuxième division de l 'escadre du Nord avec son pavillon sur la Victorieuse.
Préfet maritime de Brest en 1895, deux ans après il prit le commandement de l'Escadre du Nord avant de se  retrouver de nouveau  Préfet maritime de Brest en octobre 1898.

### Vie privée
Édouard Barrera épouse Hermeline Marie de Ranjoux à Athènes (Grèce) le 20 juillet 1865. Elle est la fille du consul de France à Syros, dans l'archipel des Cyclades. Malheureusement, elle meurt quatre mois à peine après leur mariage. Édouard Barrera prend une nouvelle épouse le 27 juillet 1871, avec Marie Gabrielle Alice Collet-Meygret (1843-1907). Ils n'auront pas d'enfants.

## Décorations

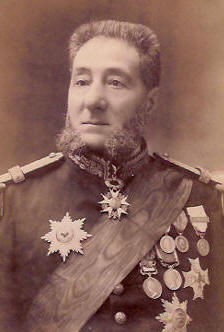
Edouard Pierre Antoine Barrera, 1895

- Grand officier de la Légion d'honneur (1900) [3];
- Chevalier commandeur de l'ordre royal de Victoria pour le dévouement français lors du désastre du Drummond Castle qui eut lieu en 1896 et alors qu'il était préfet maritime de Brest. La classe de Chevalier commandeur lui permet de porter le titre de sir. Décoré le 26 avril 1897, il est seulement la dixième personne au monde et le deuxième français à recevoir cette distinction créée en 1896 par la reine Victoria[4].